# Phlugis stigmata
Phlugis stigmata är en insektsart som beskrevs av Nickle 2003. Phlugis stigmata ingår i släktet Phlugis och familjen vårtbitare. Inga underarter finns listade i Catalogue of Life.